# L'Italia... e altre storie
L'Italia... e altre storie è un album del cantautore italiano Marco Masini, uscito il 20 febbraio 2009 che ha raggiunto la sesta posizione in classifica.
Contiene la canzone presentata al Festival di Sanremo 2009, L'Italia, altri 8 brani inediti scritti in collaborazione con Beppe Dati ed uno composto con l'artista Giorgio Faletti.

## Tracce
1. L'Italia - 4.52 (Marco Masini - Giuseppe Dati - Mario Manzani)
2. No professore! - 3.47 (M. Masini - G. Dati)
3. L'ultimo giro di giostra - 3.42 (M. Masini - G. Dati)
4. Gli anni che non hai - 3.41 (M. Masini - Giorgio Faletti)
5. Com'è bella la vita - 3.34 (M. Masini - G. Dati - Franco Godi)
6. Lontano dai tuoi angeli - 4.03 (M. Masini - G. Dati)
7. Fortuna - 3.18 (M. Masini - G. Dati)
8. Beato te - 3.59 (M. Masini - G. Dati)
9. Un po' - 2.57 (M. Masini - G. Dati)
10. Binario 36 - 3.51 (M. Masini - G. Dati - Cesare Chiodo)

## Formazione
- Marco Masini – voce, tastiera, pianoforte, organo Hammond
- Cesare Chiodo – basso
- Massimiliano Agati – batteria
- Simone Papi – tastiera, pianoforte, organo Hammond
- Massimo Varini – chitarra elettrica, chitarra acustica
- Riccardo Galardini – chitarra acustica
- Matteo Bugli – fisarmonica
- Riccardo Cherubini – chitarra acustica
- Leonardo Dianori – tromba
- Nicola Cellai – tromba
- Marco Bartolomei – trombone
- Benedict Bader – trombone
- Angelo Piazzini – basso tuba
- Luca De Corpi – clarinetto

## Classifiche
| Classifica (2009) | Posizione massima |
| ----------------- | ----------------- |
| Italia            | 6                 |